# Bassem Amin
Bassem Amin (ur. 9 września 1988 w Tancie) – egipski szachista, arcymistrz od 2006 roku.

## Kariera szachowa
Jest jednym z najbardziej utalentowanych egipskich szachistów w historii. Wielokrotnie zdobywał mistrzostwo państw arabskich juniorów w różnych kategoriach wiekowych, m.in. do lat 10, 12 oraz dwukrotnie do lat 14. W roku 2004 zwyciężył w mistrzostwach Afryki juniorów do lat 20 oraz zajął IV miejsce w mistrzostwach świata juniorów do lat 16 w Iraklionie. W następnym roku ponownie triumfował w mistrzostwach kontynentu juniorów do lat 20 (w Gaborone) oraz (mając 17 lat) w mistrzostwach Afryki seniorów, rozegranych w Dubaju. W 2006 zdobył w Batumi brązowy medal mistrzostw świata juniorów do lat 18 oraz triumfował w Casablance w mistrzostwach państw arabskich juniorów do lat 20, sukces ten powtarzając rok później w Dubaju. W 2007 zwyciężył również (wraz z Aszotem Anastasianem) w silnie obsadzonym otwartym turnieju w Abu Zabi (przed m.in. Humpy Koneru, Karenem Asrianem, Baadurem Dżobawą i Jewgienijem Miroszniczenko). W 2009 r. zdobył w Trypolisie tytuł mistrza Afryki. W 2013 r. podzielił I m. (wspólnie z Pawło Eljanowem i Wesleyem So) w Reykjavíku oraz zdobył w Tunisie drugi w karierze złoty medal indywidualnych mistrzostw Afryki. W 2014 r. zdobył w Chanii złoty medal indywidualnych mistrzostw państw śródziemnomorskich, natomiast w Windhuku – srebrny medal indywidualnych mistrzostw Afryki.
Wielokrotnie reprezentował Egipt w turniejach drużynowych, m.in.:
- czterokrotnie na olimpiadach szachowych (w latach 2008, 2010, 2012, 2014)[9],
- trzykrotnie na drużynowych mistrzostwach świata (w latach 2010, 2011, 2013)[10],
- na igrzyskach afrykańskich (w roku 2007); medalista: wspólnie z drużyną – złoty (2007)[11],
- dwukrotnie na drużynowych mistrzostwach panarabskich (w latach 2007, 2011); trzykrotny medalista: wspólnie z drużyną – dwukrotnie złoty (2007, 2011) oraz indywidualnie – złoty (2011 – na II szachownicy)[12].

Najwyższy ranking w dotychczasowej karierze osiągnął 1 stycznia 2019 r., z wynikiem 2712 punktów zajmował wówczas 35. miejsce na światowej liście FIDE, jednocześnie zajmując 1. miejsce wśród egipskich szachistów.